# Vasili Glazunov
Vasili Afanásievich Glazunov (en ruso: Васи́лий Афана́сьевич Глазуно́в; Varvarovka, Imperio ruso, 1 de enero de 1896 – Moscú, Unión Soviética, 27 de junio de 1967) fue un oficial militar soviético que participó en la Segunda Guerra Mundial en las filas del Ejército Rojo. En el curso de dicha contienda recibió dos veces el título de Héroe de la Unión Soviética por el valor y el coraje demostrados al mando del 4.º Cuerpo de Fusileros de la Guardia.  Además fue el primer comandante de las Tropas Aerotransportadas soviéticas, puesto que ocupó entre 1941 y 1943.

## Biografía

### Infancia y juventud
Vasili Glazunov nació el 1 de enero de 1896 en el seno de una familia de campesinos rusos, en la pequeña localidad rural de Varvarovka —en esa época situada en el Uyezd de Serdobsk en la gobernación de Sarátov en el Imperio ruso, actualmente ubicada en el óblast de Penza en Rusia—. en 1908, se graduó de tercer grado en la escuela de su aldea natal y trabajó como peón para un terrateniente hasta 1914.
En agosto de 1915, se unió al ejército imperial ruso y se convirtió en soldado raso en el 135.º Batallón de Reserva en la ciudad de Balashov. En septiembre fue trasladado al 195.º Regimiento de Infantería estacionado en Baránovichi. Durante la Primera Guerra Mundial luchó en batallas en el frente suroeste. Glazunov enfermó de fiebre tifoidea en diciembre y fue enviado al hospital donde permaneció ingresado dos meses. En febrero de 1916, se convirtió en comandante de escuadrón en el 198.º Regimiento de Infantería Aleksandr Nevski, combatió en el Frente Sudoeste y participó en la ofensiva Brusílov. Fue desmovilizado en febrero de 1918 con el rango de suboficial subalterno y regresó a su aldea natal de Varvarovka.
En julio de 1918, fue reclutado por el Ejército Rojo y enviado a un regimiento de Turquestán en el 4.º Ejército. En noviembre de 1918, se convirtió en líder de sección del 1.er Regimiento de Reserva de Samara y en febrero de 1919 en líder de escuadrón en el Regimiento de Reserva de Serdobsk. Combatió durante la guerra civil rusa en las filas del 25.º Batallón Independiente de Fusileros en el frente del Turquestán, Glazunov participó en la operación de Bújara. Con el tiempo se convirtió en comandante del batallón. En julio de 1921, se convirtió en subcomandante del 14.º Regimiento de Fusileros del Turquestán, con el que luchó en la revuelta de los Basmachí.
En septiembre de 1923 fue nombrado comandante de un batallón del 12.º Regimiento de Fusileros del Turquestán. En octubre enfermó de malaria y fue enviado al hospital. Después de recuperarse, se convirtió en comandante de batallón en el 251.º Regimiento de Fusileros de la 84.ª División de Fusileros. En 1926, se unió al Partido Comunista de la Unión Soviética. En diciembre de 1928, fue enviado al curso de Vystrel donde se graduó en agosto de 1929. En diciembre de 1931, fue designado para comandar el 5.º Batallón Territorial Independiente de Fusileros. En enero de 1933, asumió el puesto de comandante del 142.º Regimiento de Fusileros de la 48.º División de Fusileros en Rzhev.
En julio de 1934, se convirtió en subcomandante del 168.º Regimiento de Fusileros de la 56.ª División de Fusileros en Pórjov. En junio de 1937 ocupó el puesto de subcomandante de la división y en julio de 1939 fue enviado al Lejano Oriente donde asumió el puesto de comandante de la 59.ª División de Fusileros. Sus unidades estaban estacionadas en la misma frontera, donde, en caso de agresión japonesa, serían las primeras en entrar en combate. Por el mando exitoso de la división el 4 de junio de 1940 recibió el rango de mayor general. Permaneció en este puesto hasta diciembre de 1940, cuando fue enviado a estudiar a los cursos de formación avanzada de la Academia Militar Frunze, donde se graduó en mayo de 1941.

### Segunda Guerra Mundial
El 23 de junio de 1941, poco después del inició de la invasión alemana de la Unión Soviética, Glazunov ocupó el puesto de comandante del 3.er  Cuerpo Aerotransportado, que se estaba formando en la ciudad de Pervomaisk, en el distrito militar de Odesa. El cuerpo estaba formado por las 212.ª, 5.ª y 6.ª brigadas aerotransportadas, pero únicamente la 12.ª Brigada tenía experiencia de combate en la batalla de Jaljin Gol, las otras dos se formaron al comienzo de la guerra. Desde el 3 de julio de 1941, el cuerpo participó en batallas defensivas en los alrededores de la ciudad de Kiev. El 3.er Cuerpo Aerotransportado permaneció en combate hasta finales de agosto, cuando el Alto Mando soviético ordenó que las unidades del cuerpo pasaran a la reserva del frente.

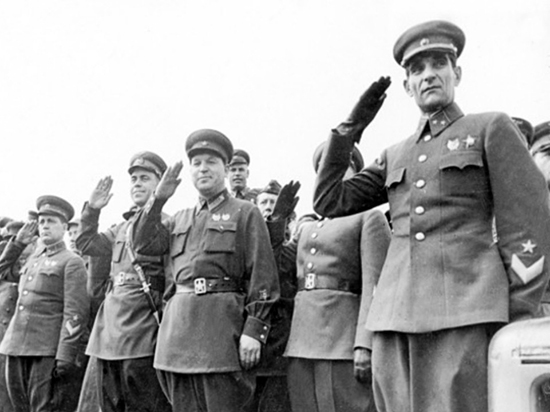
Vasili Glazunov en un desfile de unidades aerotransportadas cerca de Moscú en 1942

El 29 de agosto de 1941, fue convocado a Moscú para ser nombrado comandante de las Tropas Aerotransportadas del Ejército Rojo. Al mando de las tropas aerotransportadas, organizó el entrenamiento de las tropas y la formación de diez cuerpos aerotransportados y cinco brigadas aerotransportadas y supervisó su preparación para las operaciones de combate. Al mismo tiempo, se formaron cinco regimientos aerotransportados de reserva, se creó una escuela de planeadores en Sarátov para capacitar a pilotos de planeadores y una escuela para entrenar a oficiales para las fuerzas aerotransportadas. Entre enero y febrero de 1942, planificó y dirigió la Operación Aerotransportada de Viazma durante la ofensiva de Rzhev-Viazma, la primera operación aerotransportada en la historia militar soviética. El 27 de marzo de 1942 recibió la Orden de la Bandera Roja. En junio de 1943, fue relevado de su puesto como comandante de las Fuerzas Aerotransportadas del Ejército Rojo y nombrado subcomandante del 29.º Cuerpo de Fusileros de la Guardia del 8.º Ejército.

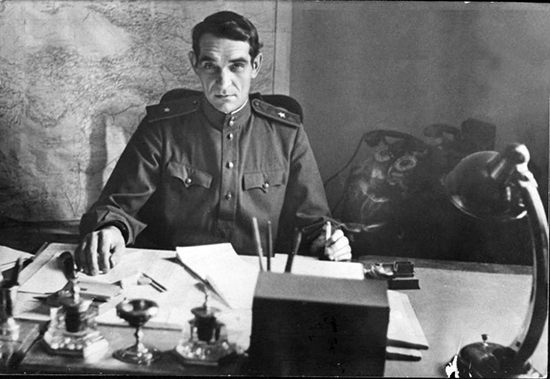
Glazunov comandante del 4.º Cuerpo de Fusileros de la Guardia en 1944 durante la ofensiva de Níkopol-Krivói Rog

En noviembre se convirtió en comandante del 4.º Cuerpo de Fusileros de la Guardia como parte del 8.º Ejército de la Guardia del Tercer Frente Ucraniano, que lideraría hasta el final de la guerra. Glazunov dirigió el cuerpo durante la batalla del Dniéper, la ofensiva de Nikopól-Krivói Rog y la ofensiva de Odesa. Durante enero y febrero de 1944, el cuerpo atravesó las fortificaciones alemanas cerca del pueblo de Novonikolayevka, expandió la cabeza de puente de Níkopol y capturó 96 asentamientos. El 19 de marzo, recibió el título de Héroe de la Unión Soviética y la Orden de Lenin por su liderazgo de las unidades del cuerpo durante la operación ofensiva de Nikopol-Krivói Rog y su valentía personal.
A principios de junio de 1944, el cuerpo fue transferido al Primer Frente Bielorruso en Kóvel. Bajo su mando, el cuerpo luchó en la ofensiva de Lublin-Brest, durante la cual cruzó el río Bug. Durante la ofensiva del Vístula-Óder, el cuerpo cruzó el Vístula y capturó varios asentamientos, por lo que recibió el sobrenombre de «Brandeburgo». El 6 de abril de 1945, recibió su segunda Estrella de Oro de Héroe de la Unión Soviética y la Orden de Lenin por sus acciones en el mantenimiento de la cabeza de puente de Magnushev durante la ofensiva de Lublin-Brest. Durante la batalla de Berlín, el cuerpo participó en la batalla de las Colinas de Seelow y cruzó el río Spree. En Berlín, las tropas del cuerpo capturaron el Ministerio del Reich del Aire y el Ministerio del Reich para la Ilustración Pública y Propaganda. Por su liderazgo en la captura de Berlín, recibió la tercera Orden de Lenin.

### Posguerra
Después de la guerra continuó al mando del 4.º Cuerpo del Ejército integrado en el Grupo de fuerzas Soviéticas en Alemania, puesto en el que permaneció hasta enero de 1946 cuando fue nombrado comandante del 125.º Cuerpo de Fusileros y en junio inspector general de las Fuerzas Aerotransportadas de la Inspección Principal de las Fuerzas Armadas de la URSS. En mayo de 1949 estudió en la Academia Militar Superior de Voroshílov (actual Academia Militar del Estado Mayor de las Fuerzas Armadas de Rusia) donde se graduó en 1950. En septiembre de ese mismo año se convirtió en el subcomandante del Distrito Militar de Siberia Oriental y unos meses después, en octubre, Glazunov fue a China como asesor del Ejército Popular de Liberación.
En junio de 1954, se retiró del servicio activo en el ejército por enfermedad. En 1955, se mudó al pueblo de Sheremetyevsky, que ahora forma parte de la localidad de Dolgoprudny en el óblast de Moscú. Murió el 27 de junio de 1967 en Moscú y está enterrado en el cementerio Novodévichi, junto a su esposa Xenia, fallecida en 1984.

## Promociones
- Kombrig (17 de mayo de 1939)
- Mayor general (4 de junio de 1940)
- Teniente general (27 de junio de 1967)[3]

## Condecoraciones

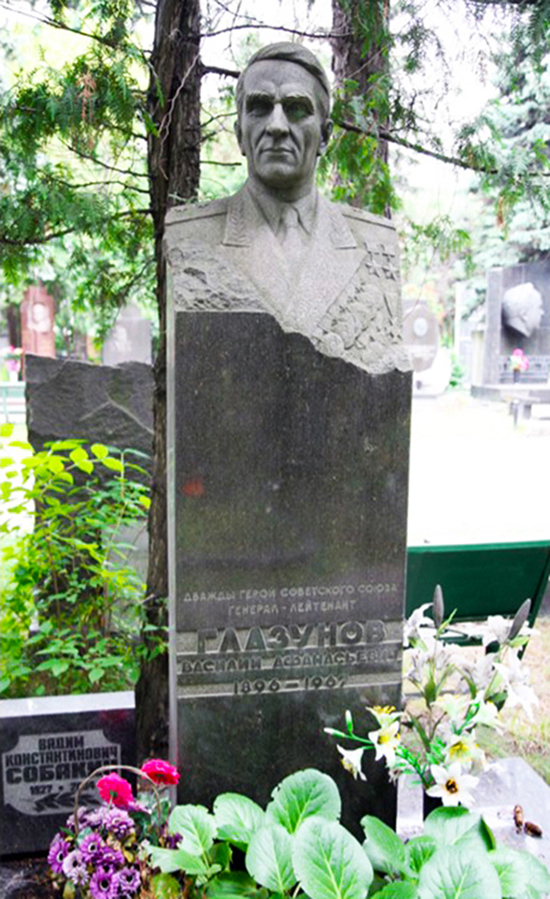
Tumba del teniente general Vasili Glazunov en el cementerio Novodévichi de Moscú

A lo largo de su carrera militar, Vasili Glazunov recibió las siguientes condecoraciones
Unión Soviética
|  | Héroe de la Unión Soviética, dos veces (19 de marzo de 1944 y 6 de abril de 1945)                      |
|  | Orden de Lenin, tres veces (19 de marzo de 1944, 6 de abril de 1945 y 29 de mayo de 1945)              |
|  | Orden de la Bandera Roja, tres veces (27 de marzo de 1942, 11 de marzo de 1944 y 20 de junio de 1949)  |
|  | Orden de Suvórov de 2.do grado (22 de febrero de 1944)                                                 |
|  | Orden de Kutúzov de 2.do grado (23 de agosto de 1944)                                                  |
|  | Orden de la Estrella Roja, dos veces (16 de agosto de 1936 y 28 de octubre de 1967)                    |
|  | Medalla del 20.º Aniversario del Ejército Rojo de Obreros y Campesinos (1938)                          |
|  | Medalla por la Victoria sobre Alemania en la Gran Guerra Patria 1941-1945 (1945)                       |
|  | Medalla Conmemorativa del 20.º Aniversario de la Victoria en la Gran Guerra Patria de 1941-1945 (1965) |
|  | Medalla por la Conquista de Berlín (1945)                                                              |
|  | Medalla del 30.º Aniversario de las Fuerzas Armadas de la URSS (1948)                                  |
|  | Medalla del 40.º Aniversario de las Fuerzas Armadas de la URSS (1957)                                  |
|  | Medalla Conmemorativa del 800.º Aniversario de Moscú (1947)                                            |

República Popular de Polonia
|  | Cruz de plata de la Orden Virtuti Militari |
|  | Medalla por el Oder, Neisse y el Báltico   |
|  | Medalla por Varsovia 1939-1945             |

En 1951, se instaló un busto de bronce de Glazunov en el pueblo de Kolyshley en el Óblast de Penza. El 30 de septiembre de 2011, una calle en Penza recibió su nombre al igual que una calle en la localidad de Dolgoprudny.